# سرکانیاس مادرید
سرکانیاس مادرید (انگلیسی: Cercanías Madrid) سیستم راه‌آهن حومه شهر مادرید، اسپانیا است که در سال ۱۹۹۰ تأسیس شده و دارای ۹ خط و ۹۰ ایستگاه می‌باشد.

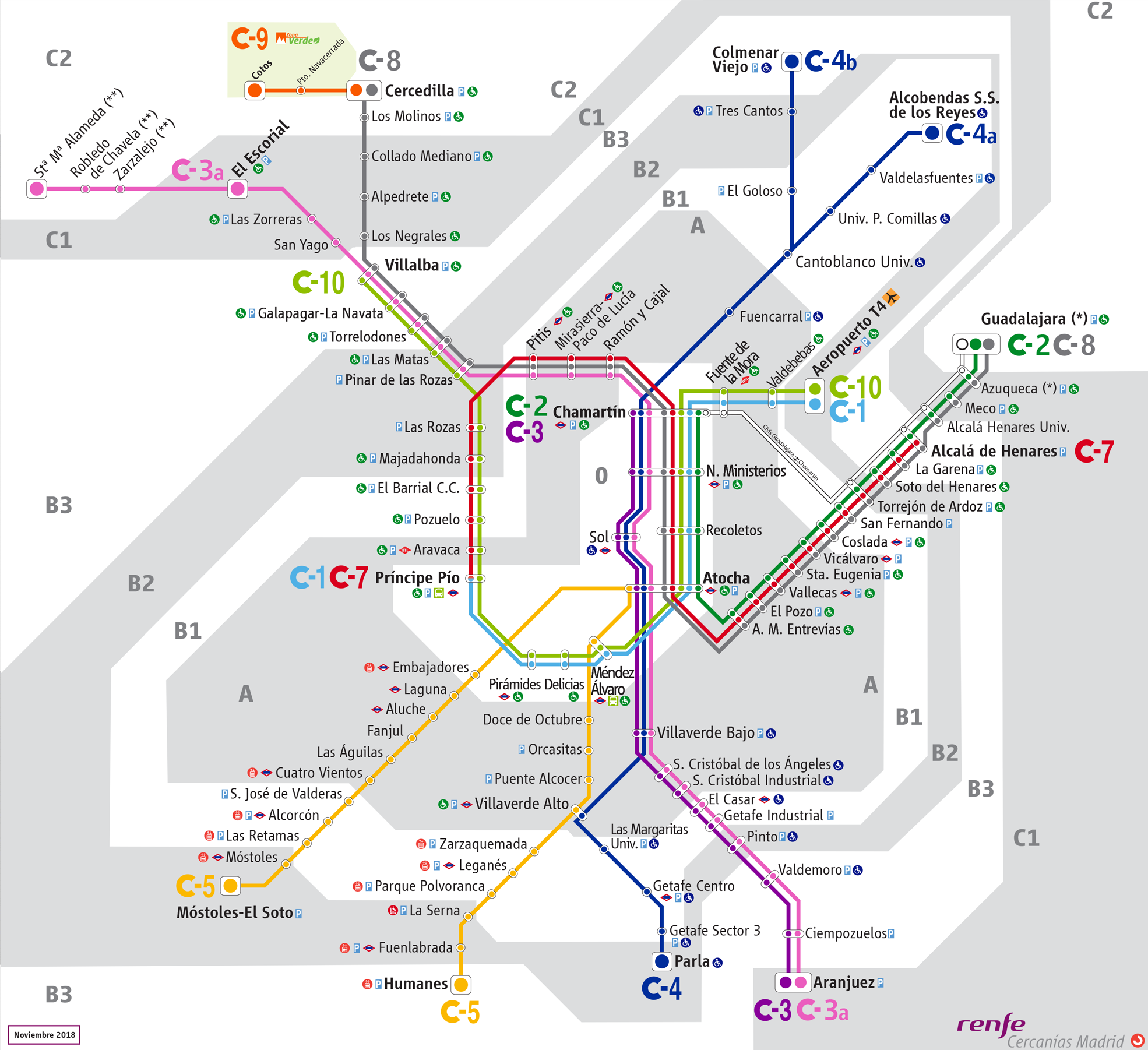
نقشه

## نگارخانه

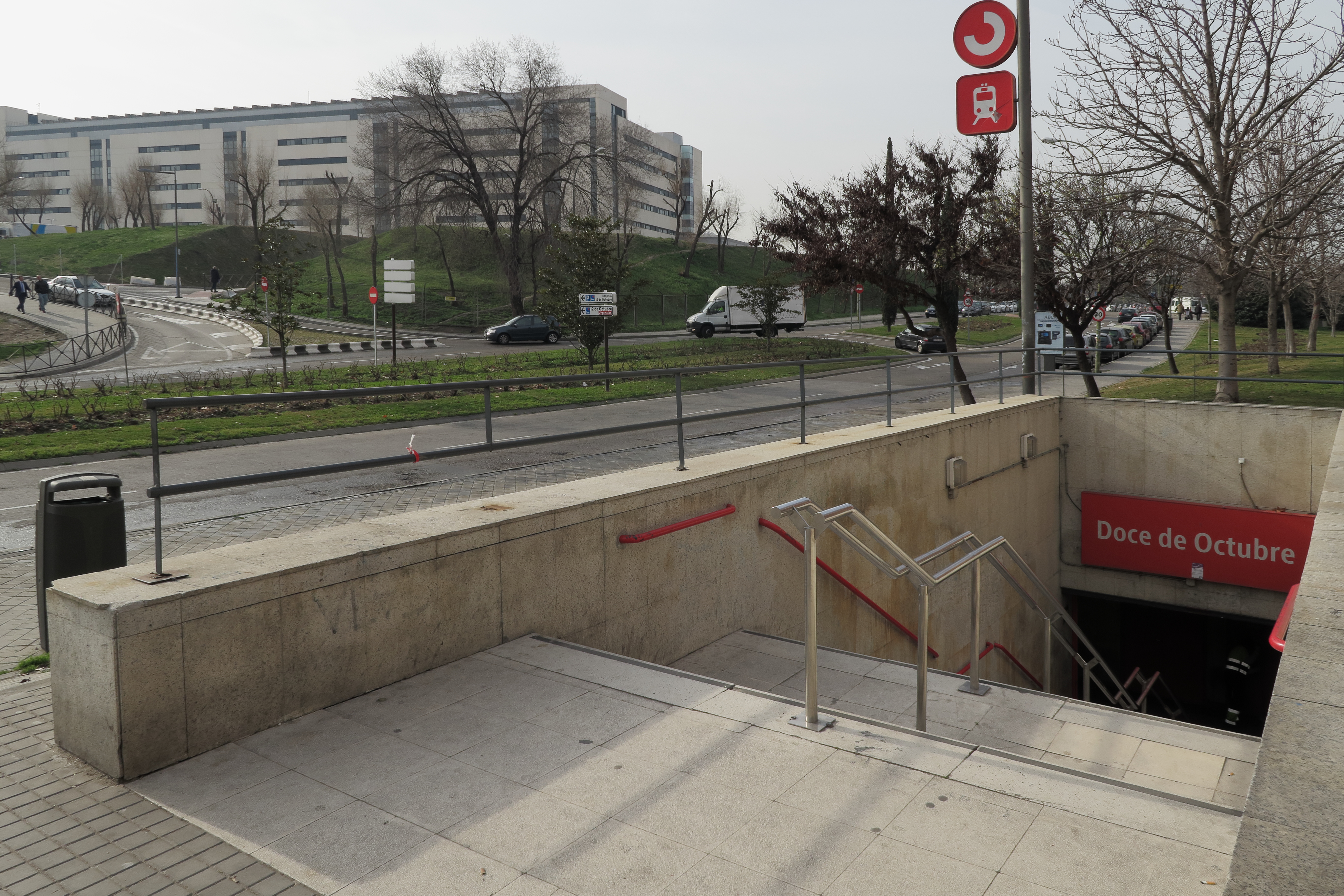
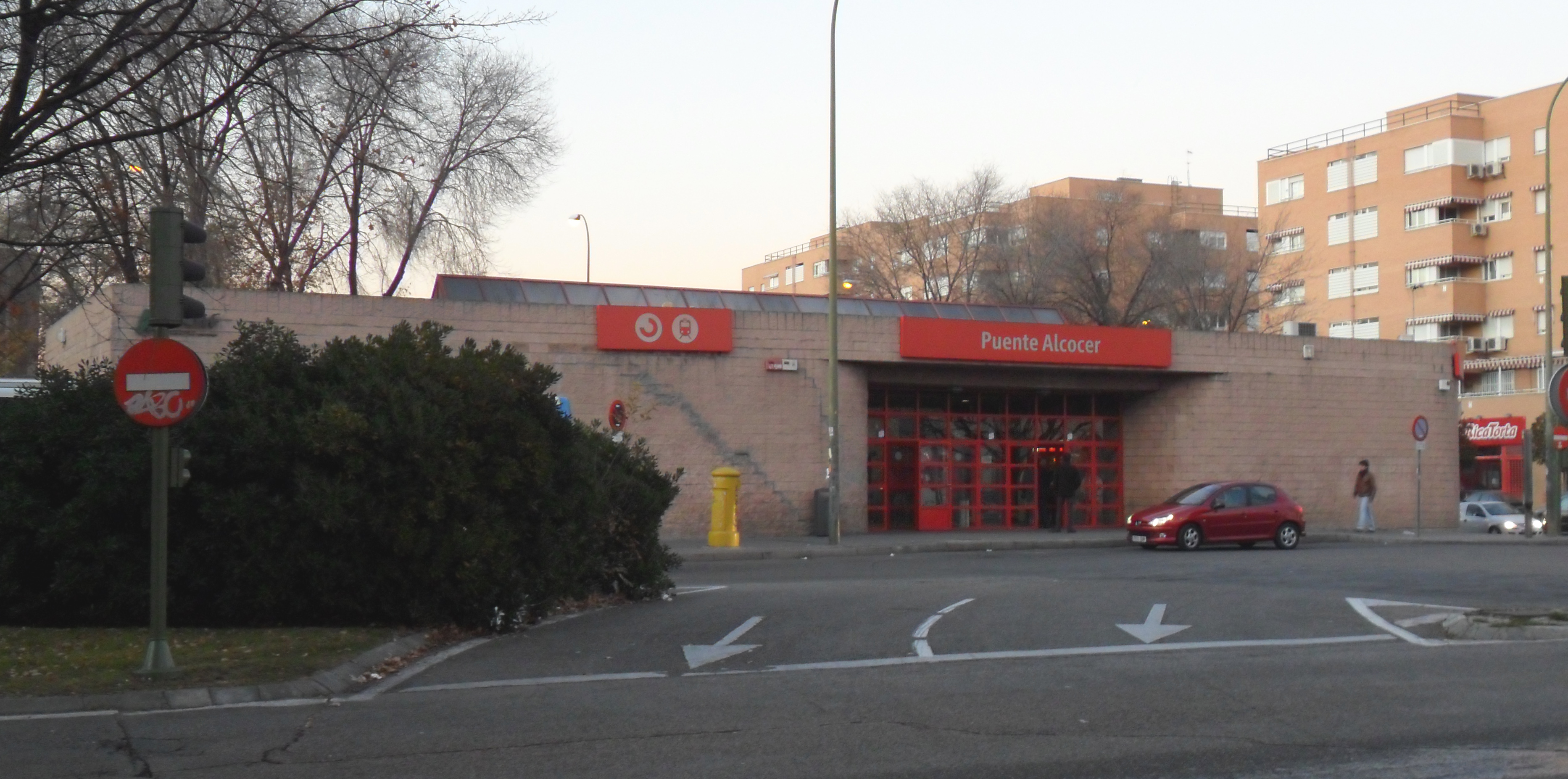
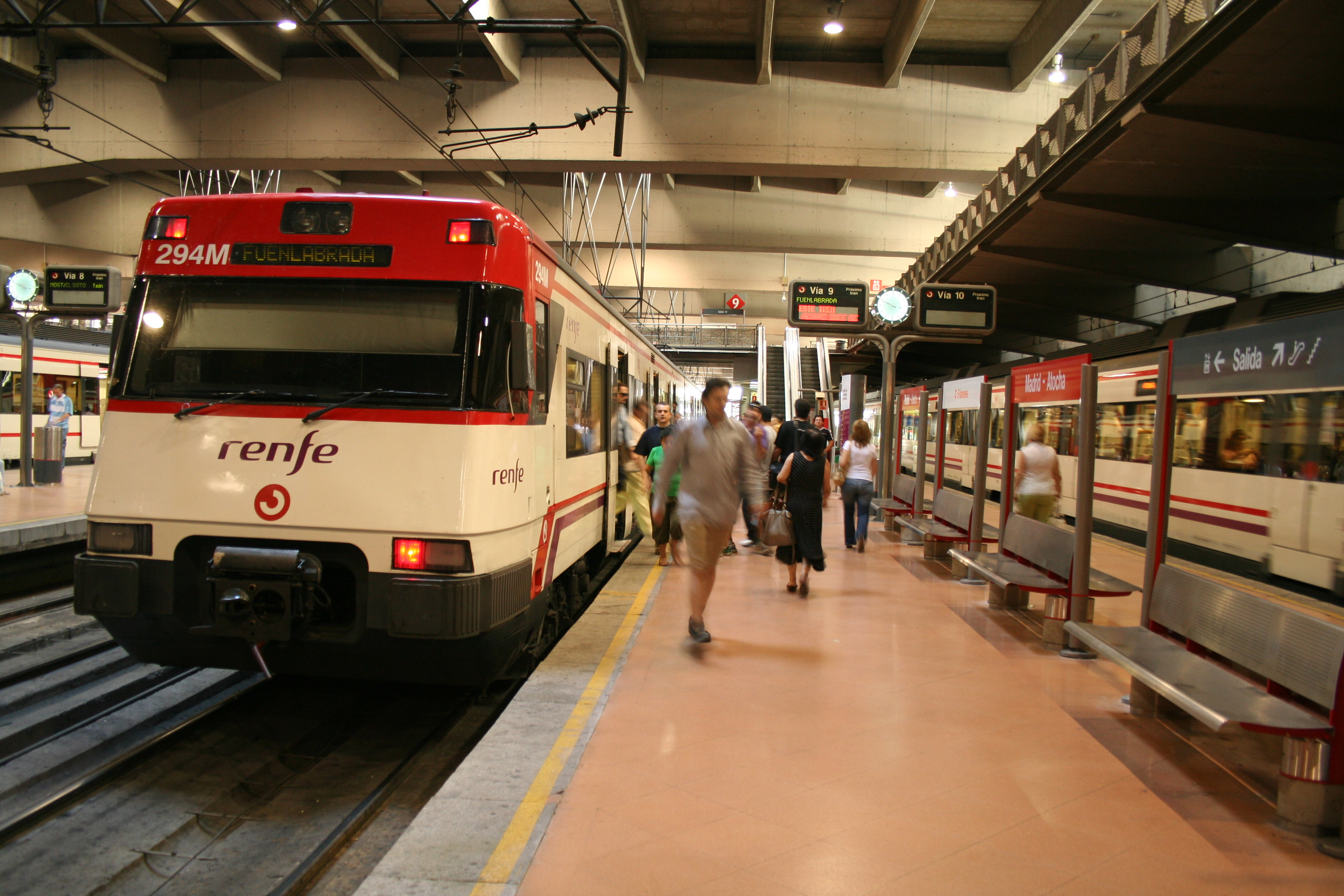
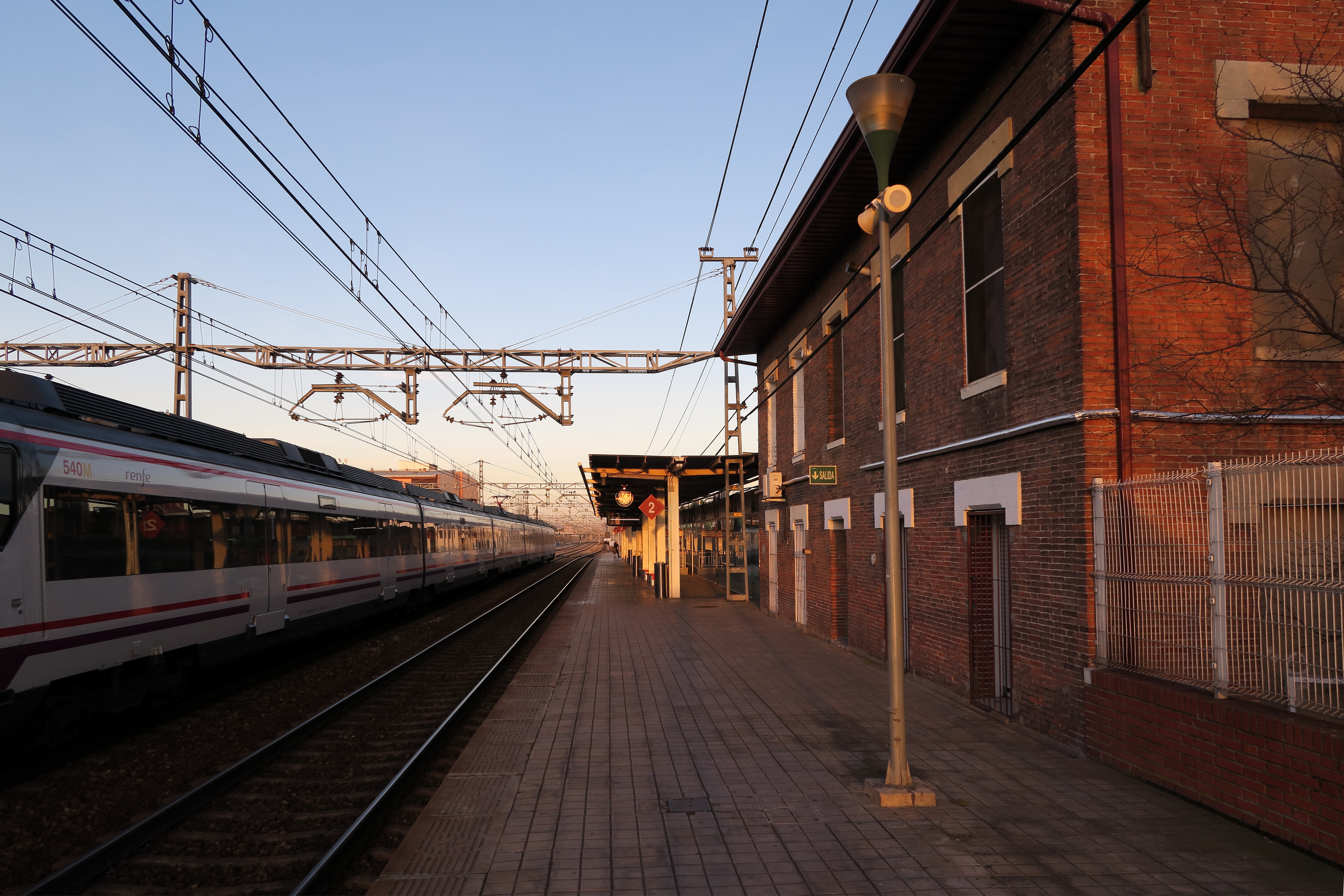